# Copa Libertadores 2021
Navigation
Édition précédente Édition suivante
La Copa Libertadores 2021 est la 62e édition de la Copa Libertadores. Le club vainqueur de la compétition est désigné champion d'Amérique du Sud 2021. 47 clubs sud-américains participent. Le vainqueur représente alors la CONMEBOL lors de la Coupe du monde des clubs 2021 et de la Recopa Sudamericana 2022.

## Participants
47 équipes provenant de 10 associations membres de la CONMEBOL participeront à la Copa Libertadores 2021.
Le format de la saison précédente est reconduit pour cette édition : le nombre de clubs directement admis en phase principale de groupes (32 équipes) est de 28, et la phase qualificative offre 4 places pour cette même phase de groupes.

### Distribution de places
| Associations                           | Places | Phase de groupes | Phase 3 | Phase 2 | Phase 1 |
| -------------------------------------- | ------ | ---------------- | ------- | ------- | ------- |
| Brésil                                 | 7      | 5                | –       | 2       | –       |
| Argentine                              | 6      | 5                | –       | 1       | –       |
| Chili                                  | 4      | 2                | –       | 2       | –       |
| Colombie                               | 4      | 2                | –       | 2       | –       |
| Bolivie                                | 4      | 2                | –       | 1       | 1       |
| Équateur                               | 4      | 2                | –       | 1       | 1       |
| Paraguay                               | 4      | 2                | –       | 1       | 1       |
| Pérou                                  | 4      | 2                | –       | 1       | 1       |
| Uruguay                                | 4      | 2                | –       | 1       | 1       |
| Venezuela                              | 4      | 2                | –       | 1       | 1       |
| Vainqueur de la Copa Libertadores 2020 | 1      | 1                | –       | –       | –       |
| Vainqueur de la Copa Sudamericana 2020 | 1      | 1                | –       | –       | –       |
| Phase antérieure                       | –      | 4                | 8       | 3       | –       |
| Total                                  | 47     | 32               | 8       | 16      | 6       |

### Clubs participants
| Phase de groupes | Phase de groupes | Phase de groupes | Phase de groupes | Phase de groupes | Phase de groupes | Phase de groupes | Phase de groupes | Phase de groupes | Phase de groupes | Phase de groupes | Phase de groupes | Phase de groupes | Phase de groupes | Phase de groupes | Phase de groupes |
| --- | --- | --- | --- | --- | --- | --- | --- | --- | --- | --- | --- | --- | --- | --- | --- |
| - Palmeiras Vainqueur de la Copa Libertadores 2020 - Defensa y Justicia Vainqueur de la Copa Sudamericana 2020 - Flamengo Vainqueur du Championnat du Brésil de football 2020 - Internacional 2e du Championnat du Brésil de football 2020 - Atlético Mineiro 3e du Championnat du Brésil de football 2020 - São Paulo 4e du Championnat du Brésil de football 2020 - Fluminense 5e du Championnat du Brésil de football 2020 - Boca Juniors Vainqueur du Championnat d'Argentine de football 2019-2020 - River Plate 2e du Championnat d'Argentine de football 2019-2020 - Racing Club 3e du Championnat d'Argentine de football 2019-2020 - Argentinos Juniors 4e du Championnat d'Argentine de football 2019-2020 - Vélez Sarsfield 5e du Championnat d'Argentine de football 2019-2020 - Universidad Católica Vainqueur du Championnat du Chili de football 2020 - Deportes Unión La Calera 2e du Championnat du Chili de football 2020 | - Palmeiras Vainqueur de la Copa Libertadores 2020 - Defensa y Justicia Vainqueur de la Copa Sudamericana 2020 - Flamengo Vainqueur du Championnat du Brésil de football 2020 - Internacional 2e du Championnat du Brésil de football 2020 - Atlético Mineiro 3e du Championnat du Brésil de football 2020 - São Paulo 4e du Championnat du Brésil de football 2020 - Fluminense 5e du Championnat du Brésil de football 2020 - Boca Juniors Vainqueur du Championnat d'Argentine de football 2019-2020 - River Plate 2e du Championnat d'Argentine de football 2019-2020 - Racing Club 3e du Championnat d'Argentine de football 2019-2020 - Argentinos Juniors 4e du Championnat d'Argentine de football 2019-2020 - Vélez Sarsfield 5e du Championnat d'Argentine de football 2019-2020 - Universidad Católica Vainqueur du Championnat du Chili de football 2020 - Deportes Unión La Calera 2e du Championnat du Chili de football 2020 | - Palmeiras Vainqueur de la Copa Libertadores 2020 - Defensa y Justicia Vainqueur de la Copa Sudamericana 2020 - Flamengo Vainqueur du Championnat du Brésil de football 2020 - Internacional 2e du Championnat du Brésil de football 2020 - Atlético Mineiro 3e du Championnat du Brésil de football 2020 - São Paulo 4e du Championnat du Brésil de football 2020 - Fluminense 5e du Championnat du Brésil de football 2020 - Boca Juniors Vainqueur du Championnat d'Argentine de football 2019-2020 - River Plate 2e du Championnat d'Argentine de football 2019-2020 - Racing Club 3e du Championnat d'Argentine de football 2019-2020 - Argentinos Juniors 4e du Championnat d'Argentine de football 2019-2020 - Vélez Sarsfield 5e du Championnat d'Argentine de football 2019-2020 - Universidad Católica Vainqueur du Championnat du Chili de football 2020 - Deportes Unión La Calera 2e du Championnat du Chili de football 2020 | - Palmeiras Vainqueur de la Copa Libertadores 2020 - Defensa y Justicia Vainqueur de la Copa Sudamericana 2020 - Flamengo Vainqueur du Championnat du Brésil de football 2020 - Internacional 2e du Championnat du Brésil de football 2020 - Atlético Mineiro 3e du Championnat du Brésil de football 2020 - São Paulo 4e du Championnat du Brésil de football 2020 - Fluminense 5e du Championnat du Brésil de football 2020 - Boca Juniors Vainqueur du Championnat d'Argentine de football 2019-2020 - River Plate 2e du Championnat d'Argentine de football 2019-2020 - Racing Club 3e du Championnat d'Argentine de football 2019-2020 - Argentinos Juniors 4e du Championnat d'Argentine de football 2019-2020 - Vélez Sarsfield 5e du Championnat d'Argentine de football 2019-2020 - Universidad Católica Vainqueur du Championnat du Chili de football 2020 - Deportes Unión La Calera 2e du Championnat du Chili de football 2020 | - Palmeiras Vainqueur de la Copa Libertadores 2020 - Defensa y Justicia Vainqueur de la Copa Sudamericana 2020 - Flamengo Vainqueur du Championnat du Brésil de football 2020 - Internacional 2e du Championnat du Brésil de football 2020 - Atlético Mineiro 3e du Championnat du Brésil de football 2020 - São Paulo 4e du Championnat du Brésil de football 2020 - Fluminense 5e du Championnat du Brésil de football 2020 - Boca Juniors Vainqueur du Championnat d'Argentine de football 2019-2020 - River Plate 2e du Championnat d'Argentine de football 2019-2020 - Racing Club 3e du Championnat d'Argentine de football 2019-2020 - Argentinos Juniors 4e du Championnat d'Argentine de football 2019-2020 - Vélez Sarsfield 5e du Championnat d'Argentine de football 2019-2020 - Universidad Católica Vainqueur du Championnat du Chili de football 2020 - Deportes Unión La Calera 2e du Championnat du Chili de football 2020 | - Palmeiras Vainqueur de la Copa Libertadores 2020 - Defensa y Justicia Vainqueur de la Copa Sudamericana 2020 - Flamengo Vainqueur du Championnat du Brésil de football 2020 - Internacional 2e du Championnat du Brésil de football 2020 - Atlético Mineiro 3e du Championnat du Brésil de football 2020 - São Paulo 4e du Championnat du Brésil de football 2020 - Fluminense 5e du Championnat du Brésil de football 2020 - Boca Juniors Vainqueur du Championnat d'Argentine de football 2019-2020 - River Plate 2e du Championnat d'Argentine de football 2019-2020 - Racing Club 3e du Championnat d'Argentine de football 2019-2020 - Argentinos Juniors 4e du Championnat d'Argentine de football 2019-2020 - Vélez Sarsfield 5e du Championnat d'Argentine de football 2019-2020 - Universidad Católica Vainqueur du Championnat du Chili de football 2020 - Deportes Unión La Calera 2e du Championnat du Chili de football 2020 | - Palmeiras Vainqueur de la Copa Libertadores 2020 - Defensa y Justicia Vainqueur de la Copa Sudamericana 2020 - Flamengo Vainqueur du Championnat du Brésil de football 2020 - Internacional 2e du Championnat du Brésil de football 2020 - Atlético Mineiro 3e du Championnat du Brésil de football 2020 - São Paulo 4e du Championnat du Brésil de football 2020 - Fluminense 5e du Championnat du Brésil de football 2020 - Boca Juniors Vainqueur du Championnat d'Argentine de football 2019-2020 - River Plate 2e du Championnat d'Argentine de football 2019-2020 - Racing Club 3e du Championnat d'Argentine de football 2019-2020 - Argentinos Juniors 4e du Championnat d'Argentine de football 2019-2020 - Vélez Sarsfield 5e du Championnat d'Argentine de football 2019-2020 - Universidad Católica Vainqueur du Championnat du Chili de football 2020 - Deportes Unión La Calera 2e du Championnat du Chili de football 2020 | - Palmeiras Vainqueur de la Copa Libertadores 2020 - Defensa y Justicia Vainqueur de la Copa Sudamericana 2020 - Flamengo Vainqueur du Championnat du Brésil de football 2020 - Internacional 2e du Championnat du Brésil de football 2020 - Atlético Mineiro 3e du Championnat du Brésil de football 2020 - São Paulo 4e du Championnat du Brésil de football 2020 - Fluminense 5e du Championnat du Brésil de football 2020 - Boca Juniors Vainqueur du Championnat d'Argentine de football 2019-2020 - River Plate 2e du Championnat d'Argentine de football 2019-2020 - Racing Club 3e du Championnat d'Argentine de football 2019-2020 - Argentinos Juniors 4e du Championnat d'Argentine de football 2019-2020 - Vélez Sarsfield 5e du Championnat d'Argentine de football 2019-2020 - Universidad Católica Vainqueur du Championnat du Chili de football 2020 - Deportes Unión La Calera 2e du Championnat du Chili de football 2020 | - América de Cali Vainqueur du Championnat de Colombie de football 2020 - Club Independiente Santa Fe 2e du Championnat de Colombie de football 2020 - Club Always Ready Vainqueur du Tournoi d'ouverture du championnat de Bolivie 2020 - The Strongest La Paz 2e Tournoi d'ouverture du championnat de Bolivie 2020 - Barcelona SC Vainqueur du Championnat d'Équateur de football 2020 - LDU Quito 2e du Championnat d'Équateur de football 2020 - Cerro Porteño Vainqueur du Championnat du Paraguay de football 2020 - Olimpia Vainqueur du Championnat du Paraguay de football 2020 - Club Sporting Cristal Vainqueur du Championnat du Pérou de football 2020 - Club Universitario de Deportes 2e du Championnat du Pérou de football 2020 - Nacional Vainqueur du Championnat d'Uruguay de football 2020 - Rentistas Vainqueur du Tournoi d'Ouverture du Championnat d'Uruguay de football 2020 - Deportivo La Guaira Vainqueur du Championnat du Venezuela de football 2020 - Deportivo Táchira 2e du Championnat du Venezuela de football 2020 | - América de Cali Vainqueur du Championnat de Colombie de football 2020 - Club Independiente Santa Fe 2e du Championnat de Colombie de football 2020 - Club Always Ready Vainqueur du Tournoi d'ouverture du championnat de Bolivie 2020 - The Strongest La Paz 2e Tournoi d'ouverture du championnat de Bolivie 2020 - Barcelona SC Vainqueur du Championnat d'Équateur de football 2020 - LDU Quito 2e du Championnat d'Équateur de football 2020 - Cerro Porteño Vainqueur du Championnat du Paraguay de football 2020 - Olimpia Vainqueur du Championnat du Paraguay de football 2020 - Club Sporting Cristal Vainqueur du Championnat du Pérou de football 2020 - Club Universitario de Deportes 2e du Championnat du Pérou de football 2020 - Nacional Vainqueur du Championnat d'Uruguay de football 2020 - Rentistas Vainqueur du Tournoi d'Ouverture du Championnat d'Uruguay de football 2020 - Deportivo La Guaira Vainqueur du Championnat du Venezuela de football 2020 - Deportivo Táchira 2e du Championnat du Venezuela de football 2020 | - América de Cali Vainqueur du Championnat de Colombie de football 2020 - Club Independiente Santa Fe 2e du Championnat de Colombie de football 2020 - Club Always Ready Vainqueur du Tournoi d'ouverture du championnat de Bolivie 2020 - The Strongest La Paz 2e Tournoi d'ouverture du championnat de Bolivie 2020 - Barcelona SC Vainqueur du Championnat d'Équateur de football 2020 - LDU Quito 2e du Championnat d'Équateur de football 2020 - Cerro Porteño Vainqueur du Championnat du Paraguay de football 2020 - Olimpia Vainqueur du Championnat du Paraguay de football 2020 - Club Sporting Cristal Vainqueur du Championnat du Pérou de football 2020 - Club Universitario de Deportes 2e du Championnat du Pérou de football 2020 - Nacional Vainqueur du Championnat d'Uruguay de football 2020 - Rentistas Vainqueur du Tournoi d'Ouverture du Championnat d'Uruguay de football 2020 - Deportivo La Guaira Vainqueur du Championnat du Venezuela de football 2020 - Deportivo Táchira 2e du Championnat du Venezuela de football 2020 | - América de Cali Vainqueur du Championnat de Colombie de football 2020 - Club Independiente Santa Fe 2e du Championnat de Colombie de football 2020 - Club Always Ready Vainqueur du Tournoi d'ouverture du championnat de Bolivie 2020 - The Strongest La Paz 2e Tournoi d'ouverture du championnat de Bolivie 2020 - Barcelona SC Vainqueur du Championnat d'Équateur de football 2020 - LDU Quito 2e du Championnat d'Équateur de football 2020 - Cerro Porteño Vainqueur du Championnat du Paraguay de football 2020 - Olimpia Vainqueur du Championnat du Paraguay de football 2020 - Club Sporting Cristal Vainqueur du Championnat du Pérou de football 2020 - Club Universitario de Deportes 2e du Championnat du Pérou de football 2020 - Nacional Vainqueur du Championnat d'Uruguay de football 2020 - Rentistas Vainqueur du Tournoi d'Ouverture du Championnat d'Uruguay de football 2020 - Deportivo La Guaira Vainqueur du Championnat du Venezuela de football 2020 - Deportivo Táchira 2e du Championnat du Venezuela de football 2020 | - América de Cali Vainqueur du Championnat de Colombie de football 2020 - Club Independiente Santa Fe 2e du Championnat de Colombie de football 2020 - Club Always Ready Vainqueur du Tournoi d'ouverture du championnat de Bolivie 2020 - The Strongest La Paz 2e Tournoi d'ouverture du championnat de Bolivie 2020 - Barcelona SC Vainqueur du Championnat d'Équateur de football 2020 - LDU Quito 2e du Championnat d'Équateur de football 2020 - Cerro Porteño Vainqueur du Championnat du Paraguay de football 2020 - Olimpia Vainqueur du Championnat du Paraguay de football 2020 - Club Sporting Cristal Vainqueur du Championnat du Pérou de football 2020 - Club Universitario de Deportes 2e du Championnat du Pérou de football 2020 - Nacional Vainqueur du Championnat d'Uruguay de football 2020 - Rentistas Vainqueur du Tournoi d'Ouverture du Championnat d'Uruguay de football 2020 - Deportivo La Guaira Vainqueur du Championnat du Venezuela de football 2020 - Deportivo Táchira 2e du Championnat du Venezuela de football 2020 | - América de Cali Vainqueur du Championnat de Colombie de football 2020 - Club Independiente Santa Fe 2e du Championnat de Colombie de football 2020 - Club Always Ready Vainqueur du Tournoi d'ouverture du championnat de Bolivie 2020 - The Strongest La Paz 2e Tournoi d'ouverture du championnat de Bolivie 2020 - Barcelona SC Vainqueur du Championnat d'Équateur de football 2020 - LDU Quito 2e du Championnat d'Équateur de football 2020 - Cerro Porteño Vainqueur du Championnat du Paraguay de football 2020 - Olimpia Vainqueur du Championnat du Paraguay de football 2020 - Club Sporting Cristal Vainqueur du Championnat du Pérou de football 2020 - Club Universitario de Deportes 2e du Championnat du Pérou de football 2020 - Nacional Vainqueur du Championnat d'Uruguay de football 2020 - Rentistas Vainqueur du Tournoi d'Ouverture du Championnat d'Uruguay de football 2020 - Deportivo La Guaira Vainqueur du Championnat du Venezuela de football 2020 - Deportivo Táchira 2e du Championnat du Venezuela de football 2020 | - América de Cali Vainqueur du Championnat de Colombie de football 2020 - Club Independiente Santa Fe 2e du Championnat de Colombie de football 2020 - Club Always Ready Vainqueur du Tournoi d'ouverture du championnat de Bolivie 2020 - The Strongest La Paz 2e Tournoi d'ouverture du championnat de Bolivie 2020 - Barcelona SC Vainqueur du Championnat d'Équateur de football 2020 - LDU Quito 2e du Championnat d'Équateur de football 2020 - Cerro Porteño Vainqueur du Championnat du Paraguay de football 2020 - Olimpia Vainqueur du Championnat du Paraguay de football 2020 - Club Sporting Cristal Vainqueur du Championnat du Pérou de football 2020 - Club Universitario de Deportes 2e du Championnat du Pérou de football 2020 - Nacional Vainqueur du Championnat d'Uruguay de football 2020 - Rentistas Vainqueur du Tournoi d'Ouverture du Championnat d'Uruguay de football 2020 - Deportivo La Guaira Vainqueur du Championnat du Venezuela de football 2020 - Deportivo Táchira 2e du Championnat du Venezuela de football 2020 | - América de Cali Vainqueur du Championnat de Colombie de football 2020 - Club Independiente Santa Fe 2e du Championnat de Colombie de football 2020 - Club Always Ready Vainqueur du Tournoi d'ouverture du championnat de Bolivie 2020 - The Strongest La Paz 2e Tournoi d'ouverture du championnat de Bolivie 2020 - Barcelona SC Vainqueur du Championnat d'Équateur de football 2020 - LDU Quito 2e du Championnat d'Équateur de football 2020 - Cerro Porteño Vainqueur du Championnat du Paraguay de football 2020 - Olimpia Vainqueur du Championnat du Paraguay de football 2020 - Club Sporting Cristal Vainqueur du Championnat du Pérou de football 2020 - Club Universitario de Deportes 2e du Championnat du Pérou de football 2020 - Nacional Vainqueur du Championnat d'Uruguay de football 2020 - Rentistas Vainqueur du Tournoi d'Ouverture du Championnat d'Uruguay de football 2020 - Deportivo La Guaira Vainqueur du Championnat du Venezuela de football 2020 - Deportivo Táchira 2e du Championnat du Venezuela de football 2020 |
| Troisième tour préliminaire | | | | | | | | | | | | | | | |
| Aucune entrée | | | | | | | | | | | | | | | |
| Deuxième tour préliminaire | | | | | | | | | | | | | | | |
| - Gremio 6e du Championnat du Brésil de football 2020 - Santos FC 8e du Championnat du Brésil de football 2020 - San Lorenzo de Almagro 7e du Championnat d'Argentine de football 2019-2020 - CF Universidad de Chile 3e du Championnat du Chili de football 2020 - Unión Española 4e du Championnat du Chili de football 2020 - Atlético Junior 3e du Championnat de Colombie de football 2020 - Atlético Nacional 4e du Championnat de Colombie de football 2020 | - Gremio 6e du Championnat du Brésil de football 2020 - Santos FC 8e du Championnat du Brésil de football 2020 - San Lorenzo de Almagro 7e du Championnat d'Argentine de football 2019-2020 - CF Universidad de Chile 3e du Championnat du Chili de football 2020 - Unión Española 4e du Championnat du Chili de football 2020 - Atlético Junior 3e du Championnat de Colombie de football 2020 - Atlético Nacional 4e du Championnat de Colombie de football 2020 | - Gremio 6e du Championnat du Brésil de football 2020 - Santos FC 8e du Championnat du Brésil de football 2020 - San Lorenzo de Almagro 7e du Championnat d'Argentine de football 2019-2020 - CF Universidad de Chile 3e du Championnat du Chili de football 2020 - Unión Española 4e du Championnat du Chili de football 2020 - Atlético Junior 3e du Championnat de Colombie de football 2020 - Atlético Nacional 4e du Championnat de Colombie de football 2020 | - Gremio 6e du Championnat du Brésil de football 2020 - Santos FC 8e du Championnat du Brésil de football 2020 - San Lorenzo de Almagro 7e du Championnat d'Argentine de football 2019-2020 - CF Universidad de Chile 3e du Championnat du Chili de football 2020 - Unión Española 4e du Championnat du Chili de football 2020 - Atlético Junior 3e du Championnat de Colombie de football 2020 - Atlético Nacional 4e du Championnat de Colombie de football 2020 | - Gremio 6e du Championnat du Brésil de football 2020 - Santos FC 8e du Championnat du Brésil de football 2020 - San Lorenzo de Almagro 7e du Championnat d'Argentine de football 2019-2020 - CF Universidad de Chile 3e du Championnat du Chili de football 2020 - Unión Española 4e du Championnat du Chili de football 2020 - Atlético Junior 3e du Championnat de Colombie de football 2020 - Atlético Nacional 4e du Championnat de Colombie de football 2020 | - Gremio 6e du Championnat du Brésil de football 2020 - Santos FC 8e du Championnat du Brésil de football 2020 - San Lorenzo de Almagro 7e du Championnat d'Argentine de football 2019-2020 - CF Universidad de Chile 3e du Championnat du Chili de football 2020 - Unión Española 4e du Championnat du Chili de football 2020 - Atlético Junior 3e du Championnat de Colombie de football 2020 - Atlético Nacional 4e du Championnat de Colombie de football 2020 | - Gremio 6e du Championnat du Brésil de football 2020 - Santos FC 8e du Championnat du Brésil de football 2020 - San Lorenzo de Almagro 7e du Championnat d'Argentine de football 2019-2020 - CF Universidad de Chile 3e du Championnat du Chili de football 2020 - Unión Española 4e du Championnat du Chili de football 2020 - Atlético Junior 3e du Championnat de Colombie de football 2020 - Atlético Nacional 4e du Championnat de Colombie de football 2020 | - Gremio 6e du Championnat du Brésil de football 2020 - Santos FC 8e du Championnat du Brésil de football 2020 - San Lorenzo de Almagro 7e du Championnat d'Argentine de football 2019-2020 - CF Universidad de Chile 3e du Championnat du Chili de football 2020 - Unión Española 4e du Championnat du Chili de football 2020 - Atlético Junior 3e du Championnat de Colombie de football 2020 - Atlético Nacional 4e du Championnat de Colombie de football 2020 | - Club Bolívar 3e Tournoi d'ouverture du championnat de Bolivie 2020 - Independiente del Valle 3e du Championnat d'Équateur de football 2020 - Club Libertad 3e du Tournoi de clôture du championnat du Paraguay 2020 - Ayacucho Fútbol Club 3e du Championnat du Pérou de football 2020 - Montevideo Wanderers 5e du Championnat d'Uruguay de football Classement cumulé 2020 - Club Deportivo Lara 3e du Classement cumulé du championnat du Venezuela 2020 | - Club Bolívar 3e Tournoi d'ouverture du championnat de Bolivie 2020 - Independiente del Valle 3e du Championnat d'Équateur de football 2020 - Club Libertad 3e du Tournoi de clôture du championnat du Paraguay 2020 - Ayacucho Fútbol Club 3e du Championnat du Pérou de football 2020 - Montevideo Wanderers 5e du Championnat d'Uruguay de football Classement cumulé 2020 - Club Deportivo Lara 3e du Classement cumulé du championnat du Venezuela 2020 | - Club Bolívar 3e Tournoi d'ouverture du championnat de Bolivie 2020 - Independiente del Valle 3e du Championnat d'Équateur de football 2020 - Club Libertad 3e du Tournoi de clôture du championnat du Paraguay 2020 - Ayacucho Fútbol Club 3e du Championnat du Pérou de football 2020 - Montevideo Wanderers 5e du Championnat d'Uruguay de football Classement cumulé 2020 - Club Deportivo Lara 3e du Classement cumulé du championnat du Venezuela 2020 | - Club Bolívar 3e Tournoi d'ouverture du championnat de Bolivie 2020 - Independiente del Valle 3e du Championnat d'Équateur de football 2020 - Club Libertad 3e du Tournoi de clôture du championnat du Paraguay 2020 - Ayacucho Fútbol Club 3e du Championnat du Pérou de football 2020 - Montevideo Wanderers 5e du Championnat d'Uruguay de football Classement cumulé 2020 - Club Deportivo Lara 3e du Classement cumulé du championnat du Venezuela 2020 | - Club Bolívar 3e Tournoi d'ouverture du championnat de Bolivie 2020 - Independiente del Valle 3e du Championnat d'Équateur de football 2020 - Club Libertad 3e du Tournoi de clôture du championnat du Paraguay 2020 - Ayacucho Fútbol Club 3e du Championnat du Pérou de football 2020 - Montevideo Wanderers 5e du Championnat d'Uruguay de football Classement cumulé 2020 - Club Deportivo Lara 3e du Classement cumulé du championnat du Venezuela 2020 | - Club Bolívar 3e Tournoi d'ouverture du championnat de Bolivie 2020 - Independiente del Valle 3e du Championnat d'Équateur de football 2020 - Club Libertad 3e du Tournoi de clôture du championnat du Paraguay 2020 - Ayacucho Fútbol Club 3e du Championnat du Pérou de football 2020 - Montevideo Wanderers 5e du Championnat d'Uruguay de football Classement cumulé 2020 - Club Deportivo Lara 3e du Classement cumulé du championnat du Venezuela 2020 | - Club Bolívar 3e Tournoi d'ouverture du championnat de Bolivie 2020 - Independiente del Valle 3e du Championnat d'Équateur de football 2020 - Club Libertad 3e du Tournoi de clôture du championnat du Paraguay 2020 - Ayacucho Fútbol Club 3e du Championnat du Pérou de football 2020 - Montevideo Wanderers 5e du Championnat d'Uruguay de football Classement cumulé 2020 - Club Deportivo Lara 3e du Classement cumulé du championnat du Venezuela 2020 | - Club Bolívar 3e Tournoi d'ouverture du championnat de Bolivie 2020 - Independiente del Valle 3e du Championnat d'Équateur de football 2020 - Club Libertad 3e du Tournoi de clôture du championnat du Paraguay 2020 - Ayacucho Fútbol Club 3e du Championnat du Pérou de football 2020 - Montevideo Wanderers 5e du Championnat d'Uruguay de football Classement cumulé 2020 - Club Deportivo Lara 3e du Classement cumulé du championnat du Venezuela 2020 |
| Premier tour préliminaire | | | | | | | | | | | | | | | |
| - Royal Pari Fútbol Club 4e du Tournoi d'ouverture du championnat de Bolivie 2020 - Universidad Católica 4e du Championnat d'Équateur de football 2020 - Guaraní 4e du Tournoi de clôture du championnat du Paraguay 2020 | - Royal Pari Fútbol Club 4e du Tournoi d'ouverture du championnat de Bolivie 2020 - Universidad Católica 4e du Championnat d'Équateur de football 2020 - Guaraní 4e du Tournoi de clôture du championnat du Paraguay 2020 | - Royal Pari Fútbol Club 4e du Tournoi d'ouverture du championnat de Bolivie 2020 - Universidad Católica 4e du Championnat d'Équateur de football 2020 - Guaraní 4e du Tournoi de clôture du championnat du Paraguay 2020 | - Royal Pari Fútbol Club 4e du Tournoi d'ouverture du championnat de Bolivie 2020 - Universidad Católica 4e du Championnat d'Équateur de football 2020 - Guaraní 4e du Tournoi de clôture du championnat du Paraguay 2020 | - Royal Pari Fútbol Club 4e du Tournoi d'ouverture du championnat de Bolivie 2020 - Universidad Católica 4e du Championnat d'Équateur de football 2020 - Guaraní 4e du Tournoi de clôture du championnat du Paraguay 2020 | - Royal Pari Fútbol Club 4e du Tournoi d'ouverture du championnat de Bolivie 2020 - Universidad Católica 4e du Championnat d'Équateur de football 2020 - Guaraní 4e du Tournoi de clôture du championnat du Paraguay 2020 | - Royal Pari Fútbol Club 4e du Tournoi d'ouverture du championnat de Bolivie 2020 - Universidad Católica 4e du Championnat d'Équateur de football 2020 - Guaraní 4e du Tournoi de clôture du championnat du Paraguay 2020 | - Royal Pari Fútbol Club 4e du Tournoi d'ouverture du championnat de Bolivie 2020 - Universidad Católica 4e du Championnat d'Équateur de football 2020 - Guaraní 4e du Tournoi de clôture du championnat du Paraguay 2020 | - Universidad César Vallejo 4e du Championnat du Pérou de football 2020 - Liverpool Fútbol Club 2e du Championnat d'Uruguay de football Classement cumulé 2020 - Caracas Futbol Club 4e du Classement cumulé du championnat du Venezuela 2020 | - Universidad César Vallejo 4e du Championnat du Pérou de football 2020 - Liverpool Fútbol Club 2e du Championnat d'Uruguay de football Classement cumulé 2020 - Caracas Futbol Club 4e du Classement cumulé du championnat du Venezuela 2020 | - Universidad César Vallejo 4e du Championnat du Pérou de football 2020 - Liverpool Fútbol Club 2e du Championnat d'Uruguay de football Classement cumulé 2020 - Caracas Futbol Club 4e du Classement cumulé du championnat du Venezuela 2020 | - Universidad César Vallejo 4e du Championnat du Pérou de football 2020 - Liverpool Fútbol Club 2e du Championnat d'Uruguay de football Classement cumulé 2020 - Caracas Futbol Club 4e du Classement cumulé du championnat du Venezuela 2020 | - Universidad César Vallejo 4e du Championnat du Pérou de football 2020 - Liverpool Fútbol Club 2e du Championnat d'Uruguay de football Classement cumulé 2020 - Caracas Futbol Club 4e du Classement cumulé du championnat du Venezuela 2020 | - Universidad César Vallejo 4e du Championnat du Pérou de football 2020 - Liverpool Fútbol Club 2e du Championnat d'Uruguay de football Classement cumulé 2020 - Caracas Futbol Club 4e du Classement cumulé du championnat du Venezuela 2020 | - Universidad César Vallejo 4e du Championnat du Pérou de football 2020 - Liverpool Fútbol Club 2e du Championnat d'Uruguay de football Classement cumulé 2020 - Caracas Futbol Club 4e du Classement cumulé du championnat du Venezuela 2020 | - Universidad César Vallejo 4e du Championnat du Pérou de football 2020 - Liverpool Fútbol Club 2e du Championnat d'Uruguay de football Classement cumulé 2020 - Caracas Futbol Club 4e du Classement cumulé du championnat du Venezuela 2020 |

## Phase préliminaire

### Premier tour préliminaire
Les équipes classées 4e des six nations les moins performantes (Bolivie, Uruguay, Équateur, Pérou, Paraguay et Venezuela) entrent en lice pour décrocher l'une des trois places pour le second tour préliminaire.
Les matchs se déroulent du 23 février 2021 au 3 mars 2021.
| Match | Équipe 1                  | Résultat | Équipe 2             | Aller | Retour |
| ----- | ------------------------- | -------- | -------------------- | ----- | ------ |
| E1    | Liverpool Fútbol Club     | 2 - 4    | Universidad Católica | 2 - 1 | 0 - 3  |
| E2    | Universidad César Vallejo | 0 - 2    | Caracas Futbol Club  | 0 - 0 | 0 - 2  |
| E3    | Royal Pari Fútbol Club    | 2 - 5    | Club Guaraní         | 1 - 4 | 1 - 1  |

### Deuxième tour préliminaire
Les trois équipes qualifiées rejoignent treize clubs entrant en lice lors de ce deuxième tour.
Les matchs se déroulent du 9 au 18 mars 2021.
| Match | Équipe 1                | Résultat | Équipe 2                | Aller | Retour |
| ----- | ----------------------- | -------- | ----------------------- | ----- | ------ |
| C1    | Universidad Católica    | 2 - 3    | Club Libertad           | 0 - 1 | 2 - 2  |
| C2    | Grêmio                  | 8 - 2    | Ayacucho Fútbol Club    | 6 - 1 | 2 - 1  |
| C3    | Montevideo Wanderers    | 1 - 5    | Club Bolívar            | 1 - 0 | 0 - 5  |
| C4    | CF Universidad de Chile | 1 - 3    | San Lorenzo de Almagro  | 1 - 1 | 0 - 2  |
| C5    | Santos FC               | 3 - 2    | Club Deportivo Lara     | 2 - 1 | 1 - 1  |
| C6    | Caracas Futbol Club     | 2 - 5    | Atlético Junior         | 1 - 2 | 1 - 3  |
| C7    | Unión Española          | 3 - 6    | Independiente del Valle | 1 - 0 | 2 - 6  |
| C8    | Club Guaraní            | 0 - 5    | Atlético Nacional       | 0 - 2 | 0 - 3  |

### Troisième tour préliminaire
Les huit clubs qualifiés s'affrontent pour déterminer les quatre équipes qualifiées pour la phase de groupes. Les perdants sont repêchés en Copa Sudamericana 2021.
Les matchs se déroulent du 6 au 15 avril 2021.
| Match | Équipe 1                | Résultat | Équipe 2          | Aller | Retour |
| ----- | ----------------------- | -------- | ----------------- | ----- | ------ |
| G1    | Club Libertad           | 2 - 4    | Atlético Nacional | 1 - 0 | 1 - 4  |
| G2    | Independiente del Valle | 4 - 2    | Grêmio            | 2 - 1 | 2 - 1  |
| G3    | Club Bolívar            | 2 - 4    | Atlético Junior   | 2 - 1 | 0 - 3  |
| G4    | San Lorenzo de Almagro  | 3 - 5    | Santos FC         | 1 - 3 | 2 - 2  |

### Phase de groupes
Les quatre qualifiés via les tours préliminaires rejoignent les 28 équipes entrant en lice lors de la phase de poules. Les 32 formations sont réparties en huit poules de quatre et s'affrontent à deux reprises. Les deux premiers se qualifient pour les huitièmes de finale, les huit troisièmes sont repêchés en Copa Sudamericana 2021 et les quatrièmes sont éliminés.
- Première journée : 20 au 22 avril 2021
- Deuxième journée : 27 au 29 avril 2021
- Troisième journée : 4 au 6 mai 2021
- Quatrième journée : 11 au 13 mai 2021
- Cinquième journée : 18 au 20 mai 2021
- Sixième journée : 25 au 27 mai 2021

Légende des classements
- Qualifié pour les huitièmes de finale
- Repêché en Copa Sudamericana 2021

#### Groupe A
| Rang | Équipe                         | Pts | J | G | N | P | Bp | Bc | Diff |  | Résultats (▼ dom., ► ext.)     |     |     |     |     |
| ---- | ------------------------------ | --- | - | - | - | - | -- | -- | ---- |  | ------------------------------ | --- | --- | --- | --- |
| 1    | Palmeiras                      | 15  | 6 | 5 | 0 | 1 | 20 | 7  | +13  |  | Palmeiras                      |     | 3-4 | 5-0 | 6-0 |
| 2    | Defensa y Justicia             | 9   | 6 | 2 | 3 | 1 | 11 | 8  | +3   |  | Defensa y Justicia             | 1-2 |     | 1-1 | 3-0 |
| 3    | Independiente del Valle        | 5   | 6 | 1 | 2 | 3 | 8  | 11 | -3   |  | Independiente del Valle        | 0-1 | 1-1 |     | 4-0 |
| 4    | Club Universitario de Deportes | 4   | 6 | 1 | 1 | 4 | 6  | 19 | -13  |  | Club Universitario de Deportes | 2-3 | 1-1 | 3-2 |     |

#### Groupe B
| Rang | Équipe            | Pts | J | G | N | P | Bp | Bc | Diff |  | Résultats (▼ dom., ► ext.) |     |     |     |     |
| ---- | ----------------- | --- | - | - | - | - | -- | -- | ---- |  | -------------------------- | --- | --- | --- | --- |
| 1    | Internacional     | 10  | 6 | 3 | 1 | 2 | 12 | 5  | +7   |  | Internacional              |     | 6-1 | 4-0 | 0-0 |
| 2    | Olimpia           | 9   | 6 | 3 | 0 | 3 | 13 | 14 | -1   |  | Olimpia                    | 0-1 |     | 6-2 | 2-1 |
| 3    | Deportivo Táchira | 9   | 6 | 3 | 0 | 3 | 14 | 17 | -3   |  | Deportivo Táchira          | 2-1 | 3-2 |     | 7-2 |
| 4    | Always Ready      | 7   | 6 | 2 | 1 | 3 | 8  | 11 | -3   |  | Always Ready               | 2-0 | 1-2 | 2-0 |     |

#### Groupe C
| Rang | Équipe               | Pts | J | G | N | P | Bp | Bc | Diff |  | Résultats (▼ dom., ► ext.) |     |     |     |     |
| ---- | -------------------- | --- | - | - | - | - | -- | -- | ---- |  | -------------------------- | --- | --- | --- | --- |
| 1    | Barcelona SC         | 13  | 6 | 4 | 1 | 1 | 10 | 3  | +7   |  | Barcelona SC               |     | 1-0 | 3-1 | 4-0 |
| 2    | Boca Juniors         | 10  | 6 | 3 | 1 | 2 | 6  | 2  | +4   |  | Boca Juniors               | 0-0 |     | 2-0 | 3-0 |
| 3    | Santos FC            | 6   | 6 | 2 | 0 | 4 | 8  | 9  | -1   |  | Santos FC                  | 0-2 | 1-0 |     | 5-0 |
| 4    | The Strongest La Paz | 6   | 6 | 2 | 0 | 4 | 4  | 14 | -10  |  | The Strongest La Paz       | 2-0 | 0-1 | 2-1 |     |

#### Groupe D
| Rang | Équipe                      | Pts | J | G | N | P | Bp | Bc | Diff |  | Résultats (▼ dom., ► ext.)  |     |     |     |     |
| ---- | --------------------------- | --- | - | - | - | - | -- | -- | ---- |  | --------------------------- | --- | --- | --- | --- |
| 1    | Fluminense                  | 11  | 6 | 3 | 2 | 1 | 10 | 7  | +3   |  | Fluminense                  |     | 1-1 | 1-2 | 2-1 |
| 2    | River Plate                 | 9   | 6 | 2 | 3 | 1 | 7  | 7  | 0    |  | River Plate                 | 1-3 |     | 2-1 | 2-1 |
| 3    | Atlético Junior             | 7   | 6 | 1 | 4 | 1 | 6  | 6  | 0    |  | Atlético Junior             | 1-1 | 1-1 |     | 1-1 |
| 4    | Club Independiente Santa Fe | 3   | 6 | 0 | 3 | 3 | 4  | 7  | -3   |  | Club Independiente Santa Fe | 1-2 | 0-0 | 0-0 |     |

#### Groupe E
| Rang | Équipe                | Pts | J | G | N | P | Bp | Bc | Diff |  | Résultats (▼ dom., ► ext.) |     |     |     |     |
| ---- | --------------------- | --- | - | - | - | - | -- | -- | ---- |  | -------------------------- | --- | --- | --- | --- |
| 1    | Racing Club           | 14  | 6 | 4 | 2 | 0 | 9  | 2  | +7   |  | Racing Club                |     | 0-0 | 2-1 | 3-0 |
| 2    | São Paulo             | 11  | 6 | 3 | 2 | 1 | 9  | 2  | +7   |  | São Paulo                  | 0-1 |     | 3-0 | 2-0 |
| 3    | Club Sporting Cristal | 4   | 6 | 1 | 1 | 4 | 3  | 10 | -7   |  | Club Sporting Cristal      | 0-2 | 0-3 |     | 2-0 |
| 4    | Rentistas             | 3   | 6 | 0 | 3 | 3 | 2  | 9  | -7   |  | Rentistas                  | 1-1 | 1-1 | 0-0 |     |

#### Groupe F
| Rang | Équipe               | Pts | J | G | N | P | Bp | Bc | Diff |  | Résultats (▼ dom., ► ext.) |     |     |     |     |
| ---- | -------------------- | --- | - | - | - | - | -- | -- | ---- |  | -------------------------- | --- | --- | --- | --- |
| 1    | Argentinos Juniors   | 12  | 6 | 4 | 0 | 2 | 7  | 3  | +4   |  | Argentinos Juniors         |     | 0-1 | 2-0 | 1-0 |
| 2    | Universidad Católica | 9   | 6 | 3 | 0 | 3 | 6  | 6  | 0    |  | Universidad Católica       | 0-2 |     | 3-1 | 2-0 |
| 3    | Nacional             | 8   | 6 | 2 | 2 | 2 | 8  | 9  | -1   |  | Nacional                   | 2-0 | 1-0 |     | 4-4 |
| 4    | Atlético Nacional    | 5   | 6 | 1 | 2 | 3 | 6  | 9  | -3   |  | Atlético Nacional          | 0-2 | 2-0 | 0-0 |     |

#### Groupe G
| Rang | Équipe          | Pts | J | G | N | P | Bp | Bc | Diff |  | Résultats (▼ dom., ► ext.) |     |     |     |     |
| ---- | --------------- | --- | - | - | - | - | -- | -- | ---- |  | -------------------------- | --- | --- | --- | --- |
| 1    | Flamengo        | 12  | 6 | 3 | 3 | 0 | 14 | 9  | +5   |  | Flamengo                   |     | 0-0 | 2-2 | 4-1 |
| 2    | Vélez Sarsfield | 10  | 6 | 3 | 1 | 2 | 10 | 8  | +2   |  | Vélez Sarsfield            | 2-3 |     | 3-1 | 2-1 |
| 3    | LDU Quito       | 8   | 6 | 2 | 2 | 2 | 15 | 13 | +2   |  | LDU Quito                  | 2-3 | 3-1 |     | 5-2 |
| 4    | La Calera       | 2   | 6 | 0 | 2 | 4 | 8  | 17 | -9   |  | La Calera                  | 2-2 | 0-2 | 2-2 |     |

#### Groupe H
| Rang | Équipe              | Pts | J | G | N | P | Bp | Bc | Diff |  | Résultats (▼ dom., ► ext.) |     |     |     |     |
| ---- | ------------------- | --- | - | - | - | - | -- | -- | ---- |  | -------------------------- | --- | --- | --- | --- |
| 1    | Atlético Mineiro    | 16  | 6 | 5 | 1 | 0 | 15 | 3  | +12  |  | Atlético Mineiro           |     | 4-0 | 2-1 | 4-0 |
| 2    | Cerro Porteño       | 10  | 6 | 3 | 1 | 2 | 4  | 5  | -1   |  | Cerro Porteño              | 0-1 |     | 1-0 | 0-0 |
| 3    | América de Cali     | 4   | 6 | 1 | 1 | 4 | 5  | 9  | -4   |  | América de Cali            | 1-3 | 0-2 |     | 3-1 |
| 4    | Deportivo La Guaira | 3   | 6 | 0 | 3 | 3 | 2  | 9  | -7   |  | Deportivo La Guaira        | 1-1 | 0-1 | 0-0 |     |

## Phase à élimination directe

### Qualification et tirage au sort
| Les 16 qualifiés - récapitulatif avant tirage au sort | Les 16 qualifiés - récapitulatif avant tirage au sort | Les 16 qualifiés - récapitulatif avant tirage au sort | Les 16 qualifiés - récapitulatif avant tirage au sort |
| Groupe                                                | 1er (tête de série)                                   | 2e                                                    |                                                       |
| ----------------------------------------------------- | ----------------------------------------------------- | ----------------------------------------------------- | ----------------------------------------------------- |
| A                                                     | Palmeiras                                             | Defensa y Justicia                                    |                                                       |
| B                                                     | Internacional                                         | Olimpia                                               |                                                       |
| C                                                     | Barcelona SC                                          | Boca Juniors                                          |                                                       |
| D                                                     | Fluminense                                            | River Plate                                           |                                                       |
| E                                                     | Racing Club                                           | São Paulo                                             |                                                       |
| F                                                     | Argentinos Juniors                                    | Universidad Católica                                  |                                                       |
| G                                                     | Flamengo                                              | Vélez Sarsfield                                       |                                                       |
| H                                                     | Atlético Mineiro                                      | Cerro Porteño                                         |                                                       |

### Huitièmes de finale
| Équipe               | Aller | Total           | Retour | Équipe             |
| -------------------- | ----- | --------------- | ------ | ------------------ |
| Defensa y Justicia   | 0 - 1 | 1 - 5           | 1 - 4  | Flamengo           |
| Boca Juniors         | 0 - 0 | 0 - 0 1 - 3 tab | 0 - 0  | Atlético Mineiro   |
| Universidad Católica | 0 - 1 | 0 - 2           | 0 - 1  | Palmeiras          |
| Cerro Porteño        | 0 - 2 | 0 - 3           | 0 - 1  | Fluminense         |
| Vélez Sarsfield      | 1 - 0 | 2 - 3           | 1 - 3  | Barcelona SC       |
| São Paulo            | 1 - 1 | 4 - 2           | 3 - 1  | Racing Club        |
| River Plate          | 1 - 1 | 3 - 1           | 2 - 0  | Argentinos Juniors |
| Olimpia              | 0 - 0 | 0 - 0 5 - 4 tab | 0 - 0  | Internacional      |

La rencontre entre les Argentins de Boca Juniors et les Brésiliens de l'Atlético Mineiro s'est terminée dans le chaos. Après avoir perdu la qualification aux tirs au but, et reprochant à l'arbitre de leur avoir, après visionnage de la VAR, refusé un but, les joueurs de Boca en sont venus aux mains avec les Brésiliens de l'Athlético Mineiro puis avec les forces de l'ordre venus dans les couloirs du stade disperser la bagarre générale. À la suite de la bagarre, quelques joueurs et quelques dirigeants de Boca ont été arrêtés et emmenés dans un commissariat de Belo Horizonte. Ils ont été libérés quelques heures plus tard contre une caution et un engagement écrit de revenir pour une audience judiciaire.

### Quarts de finale
| Équipe      | Aller | Total  | Retour | Équipe           |
| ----------- | ----- | ------ | ------ | ---------------- |
| Olimpia     | 1 - 4 | 2 - 9  | 1 - 5  | Flamengo         |
| River Plate | 0 - 1 | 0 - 4  | 0 - 3  | Atlético Mineiro |
| São Paulo   | 1 - 1 | 1 - 4  | 0 - 3  | Palmeiras        |
| Fluminense  | 2 - 2 | 3 - 3E | 1 - 1  | Barcelona SC     |

### Demi-finales
| Équipe    | Aller | Total  | Retour | Équipe           |
| --------- | ----- | ------ | ------ | ---------------- |
| Flamengo  | 2 - 0 | 4 - 0  | 2 - 0  | Barcelona SC     |
| Palmeiras | 0 - 0 | 1E - 1 | 1 - 1  | Atlético Mineiro |

### Finale
| Match 155        | Palmeiras                | 2 - 1 ap              | Flamengo    | Stade Centenario, Montevideo |                           |
| 27 novembre 2021 | Veiga 5e · Deyverson 95e | (1 - 0, 1 - 1, 2 - 1) | 72e Gabriel | Arbitrage : Néstor Pitana    | Arbitrage : Néstor Pitana |
| 27 novembre 2021 | Rapport                  |                       |             | Arbitrage : Néstor Pitana    | Arbitrage : Néstor Pitana |

### Tableau final
|  | Huitièmes de finale  | Huitièmes de finale | Huitièmes de finale |                  |   | Quarts de finale | Quarts de finale | Quarts de finale |  |  | Demi-finales | Demi-finales | Demi-finales |  |  | Finale                                          | Finale |
|  |                      |                     |                     |                  |   |                  |                  |                  |  |  |              |              |              |  |  |                                                 |        |
|  |                      |                     |                     |                  |   |                  |                  |                  |  |  |              |              |              |  |  | 27 novembre 2021 - Stade Centenario, Montevideo |        |
|  |                      |                     |                     |                  |   |                  |                  |                  |  |  |              |              |              |  |  |                                                 |        |
|  | Olimpia              | 0                   | 0 (5)               |                  |   |                  |                  |                  |  |  |              |              |              |  |  |                                                 |        |
|  | Olimpia              | 0                   | 0 (5)               |                  |   |                  |                  |                  |  |  |              |              |              |  |  |                                                 |        |
|  | Internacional        | 0                   | 0 (4)               |                  |   |                  |                  |                  |  |  |              |              |              |  |  |                                                 |        |
|  | Internacional        | 0                   | 0 (4)               | Olimpia          | 1 | 1                |                  |                  |  |  |              |              |              |  |  |                                                 |        |
|  |                      |                     |                     | Olimpia          | 1 | 1                |                  |                  |  |  |              |              |              |  |  |                                                 |        |
|  |                      | Flamengo            | 4                   | 5                |   |                  |                  |                  |  |  |              |              |              |  |  |                                                 |        |
|  | Defensa y Justicia   | Flamengo            | 4                   | 5                | 0 | 1                |                  |                  |  |  |              |              |              |  |  |                                                 |        |
|  | Defensa y Justicia   |                     |                     |                  | 0 | 1                |                  |                  |  |  |              |              |              |  |  |                                                 |        |
|  | Flamengo             | 1                   | 4                   |                  |   |                  |                  |                  |  |  |              |              |              |  |  |                                                 |        |
|  | Flamengo             | 1                   | 4                   | Flamengo         | 2 | 2                |                  |                  |  |  |              |              |              |  |  |                                                 |        |
|  |                      |                     |                     | Flamengo         | 2 | 2                |                  |                  |  |  |              |              |              |  |  |                                                 |        |
|  |                      | Barcelona SC        | 0                   | 0                |   |                  |                  |                  |  |  |              |              |              |  |  |                                                 |        |
|  | Cerro Porteño        | Barcelona SC        | 0                   | 0                | 0 | 0                |                  |                  |  |  |              |              |              |  |  |                                                 |        |
|  | Cerro Porteño        |                     |                     |                  | 0 | 0                |                  |                  |  |  |              |              |              |  |  |                                                 |        |
|  | Fluminense           | 2                   | 1                   |                  |   |                  |                  |                  |  |  |              |              |              |  |  |                                                 |        |
|  | Fluminense           | 2                   | 1                   | Fluminense       | 2 | 1                |                  |                  |  |  |              |              |              |  |  |                                                 |        |
|  |                      |                     |                     | Fluminense       | 2 | 1                |                  |                  |  |  |              |              |              |  |  |                                                 |        |
|  |                      | Barcelona SC        | 2                   | 1E               |   |                  |                  |                  |  |  |              |              |              |  |  |                                                 |        |
|  | Vélez Sarsfield      | Barcelona SC        | 2                   | 1E               | 1 | 1                |                  |                  |  |  |              |              |              |  |  |                                                 |        |
|  | Vélez Sarsfield      |                     |                     |                  | 1 | 1                |                  |                  |  |  |              |              |              |  |  |                                                 |        |
|  | Barcelona SC         | 0                   | 3                   |                  |   |                  |                  |                  |  |  |              |              |              |  |  |                                                 |        |
|  | Barcelona SC         | 0                   | 3                   | Flamengo         | 1 |                  |                  |                  |  |  |              |              |              |  |  |                                                 |        |
|  |                      |                     |                     | Flamengo         | 1 |                  |                  |                  |  |  |              |              |              |  |  |                                                 |        |
|  |                      | Palmeiras           | 2 ap                |                  |   |                  |                  |                  |  |  |              |              |              |  |  |                                                 |        |
|  | River Plate          | Palmeiras           | 2 ap                | 1                | 2 |                  |                  |                  |  |  |              |              |              |  |  |                                                 |        |
|  | River Plate          |                     |                     | 1                | 2 |                  |                  |                  |  |  |              |              |              |  |  |                                                 |        |
|  | Argentinos Juniors   | 1                   | 0                   |                  |   |                  |                  |                  |  |  |              |              |              |  |  |                                                 |        |
|  | Argentinos Juniors   | 1                   | 0                   | River Plate      | 0 | 0                |                  |                  |  |  |              |              |              |  |  |                                                 |        |
|  |                      |                     |                     | River Plate      | 0 | 0                |                  |                  |  |  |              |              |              |  |  |                                                 |        |
|  |                      | Atlético Mineiro    | 1                   | 3                |   |                  |                  |                  |  |  |              |              |              |  |  |                                                 |        |
|  | Boca Juniors         | Atlético Mineiro    | 1                   | 3                | 0 | 0 (1)            |                  |                  |  |  |              |              |              |  |  |                                                 |        |
|  | Boca Juniors         |                     |                     |                  | 0 | 0 (1)            |                  |                  |  |  |              |              |              |  |  |                                                 |        |
|  | Atlético Mineiro     | 0                   | 0 (3)               |                  |   |                  |                  |                  |  |  |              |              |              |  |  |                                                 |        |
|  | Atlético Mineiro     | 0                   | 0 (3)               | Atlético Mineiro | 0 | 1                |                  |                  |  |  |              |              |              |  |  |                                                 |        |
|  |                      |                     |                     | Atlético Mineiro | 0 | 1                |                  |                  |  |  |              |              |              |  |  |                                                 |        |
|  |                      | Palmeiras           | 0                   | 1E               |   |                  |                  |                  |  |  |              |              |              |  |  |                                                 |        |
|  | São Paulo            | Palmeiras           | 0                   | 1E               | 1 | 3                |                  |                  |  |  |              |              |              |  |  |                                                 |        |
|  | São Paulo            |                     |                     |                  | 1 | 3                |                  |                  |  |  |              |              |              |  |  |                                                 |        |
|  | Racing Club          | 1                   | 1                   |                  |   |                  |                  |                  |  |  |              |              |              |  |  |                                                 |        |
|  | Racing Club          | 1                   | 1                   | São Paulo        | 1 | 0                |                  |                  |  |  |              |              |              |  |  |                                                 |        |
|  |                      |                     |                     | São Paulo        | 1 | 0                |                  |                  |  |  |              |              |              |  |  |                                                 |        |
|  |                      | Palmeiras           | 1                   | 3                |   |                  |                  |                  |  |  |              |              |              |  |  |                                                 |        |
|  | Universidad Católica | Palmeiras           | 1                   | 3                | 0 | 0                |                  |                  |  |  |              |              |              |  |  |                                                 |        |
|  | Universidad Católica |                     |                     |                  | 0 | 0                |                  |                  |  |  |              |              |              |  |  |                                                 |        |
|  | Palmeiras            | 1                   | 1                   |                  |   |                  |                  |                  |  |  |              |              |              |  |  |                                                 |        |
|  | Palmeiras            | 1                   | 1                   |                  |   |                  |                  |                  |  |  |              |              |              |  |  |                                                 |        |